# Tramway de Leipzig
Le tramway de Leipzig (Straßenbahn Leipzig) est un réseau de tramway desservant l'agglomération de Leipzig en Saxe. Géré par la Leipziger Verkehrbetriebe (LVB), il est avec 148,3 km de ligne et 510 stations le second plus grand réseau de tramway d'Allemagne après celui de Berlin. La première ligne a été construite en 1872.

## Réseau actuel

### Aperçu général
Le réseau de tramway lipsien est long de 218 km. Il a été réorganisé le 27 mai 2001 et a désormais une structure radiale.

### Lignes
| Ligne | Arrêts | Nombre d'arrêts | Durée du parcours     | Cadence (en semaine) |
| ----- | --- | --------------- | --------------------- | -------------------- |
| 01    | Lausen – Zschampertaue – Krakauer Straße – Ratzelbogen – Stuttgarter Allee – Schönauer/Ratzelstraße – Herrmann-Meyer-Straße – Kurt-Kresse-Straße – Diezmannstraße – Antonien-/Gießerstraße – Adler – Rödelstraße – Stieglitzstraße – Holbeinstraße – Klingerweg – Marschnerstraße – Westplatz – Gottschedstraße – Goerdelerring – Hauptbahnhof – Hofmeisterstraße – Friedrich-List-Platz – Einertstraße – Hermann-Liebmann-/Eisenbahnstraße – Stannebeinplatz – Stöckelstraße – Löbauer Straße – Ossietzky-/Gorkistraße – Rathaus Schönefeld – Schönefeld, Volbedingstraße (1E) – Mockauer/Volbedingstraße – Friedrichshafner Straße – Döringsstraße – Mockau, Post | 34              | 49/51 min             | 10(20) min           |
| 02    | (Lausen – Zschampertaue – Krakauer Straße (seulement le samedi et le dimanche de mai jusqu'en septembre) –) Grünau Süd – Ratzelbogen – Stuttgarter Allee – Schönauer/Ratzelstraße – Herrmann-Meyer-Straße – Kurt-Kresse-Straße – Diezmannstraße – Antonien-/Gießerstraße – Adler – Rödelstraße – Stieglitzstraße – Holbeinstraße – Klingerweg – Marschnerstraße – Westplatz – Neues Rathaus – Wilhelm-Leuschner-Platz (2E) – Roßplatz – Härtelstraße – Bayerischer Bahnhof – Johannisallee – Deutsche Nationalbibliothek – Altes Messegelände – Naunhofer Straße (– Völkerschlachtdenkmal – Südfriedhof – Prager/Russenstraße – Probstheida – Franzosenallee – Roseggerstraße – Meusdorf (en période de pointe) | 24 (32)         | 35/36 min (43/44 min) | 10(20) min           |
| 03    | Knautkleeberg – Fortunabadstraße – Albersdorfer Straße – Seumestraße – Wasserwerk Windorf – Großzschocher, Gerhard-Ellrodt-Straße – Huttenstraße – Kunzestraße – Arthur-Nagel-Straße – Kleinzschocher, Kötzschauer Straße – Schwartzestraße – Adler – Markranstädter Straße – Elster-Passage – Felsenkeller – Angerbrücke, Strbf. – Sportforum Süd – Waldplatz – Leibnizstraße – Goerdelerring – Hauptbahnhof – Hofmeisterstraße – Friedrich-List-Platz – Hermann-Liebmann-Straße/Eisenbahnstraße – Torgauer Platz – Volksgarten – Permoser-/Torgauer Straße – Schwantestraße – Bautzner Straße – Hohentichelnstraße – Arcus Park – Heiterblick, Teslastraße – Portitzer Allee/S-Bf. Heiterblick – Taucha, Otto-Schmidt-Straße – Taucha, Theodor-Körner-Straße – Taucha, Freiligrathstraße – Taucha, An der Bürgerruhe                                      | 39              | 56/57 min             | 20 min               |
| 03E   | Knautkleeberg – arrêts de la ligne 3 – Portitzer Allee/S-Bf. Heiterblick – Heisenbergstraße – Paunsdorf-Nord – Hermelinstraße – Paunsdorfer Allee/Permoserstraße – Paunsdorf-Center – Sommerfeld | 40              | 57/58 min             | 20 min               |
| 04    | Gohlis, Landsberger Straße – Beyerleinstraße – Landsberger-/Max-Liebermann-Straße – Viertelsweg – S-Bf. Coppiplatz – Georg-Schumann-/Lindenthaler Straße – Menckestraße – Stallbaumstraße – Am Mückenschlösschen – Feuerbachstraße – Waldplatz – Leibnizstraße – Goerdelerring – Hauptbahnhof – Augustusplatz – Johannisplatz (4E) – Gerichtsweg – Reudnitz, Koehlerstraße – Breite Straße – Riebeck-/Oststraße – Riebeck-/Stötteritzer Straße (4E) – S-Bf. Stötteritz – Breslauer Straße – Weißestraße – Rathaus Stötteritz – Kolmstraße – Stötteritz, Holzhäuser Straße | 27              | 42 min                | 10(5) min            |
| 07    | Böhlitz-Ehrenberg, Burghausener Straße Forstweg – Ludwig-Jahn-Straße – Südstraße – Barnecker Straße – S-Bf. Leutzsch – Philipp-Reis-Straße – Pfingstweide – Rathaus Leutzsch – Diakonissenhaus – Wielandstraße – Georg-Schwarz-/Merseburger Straße – Lindenauer Markt – Angerbrücke, Strbf. – Sportforum Süd – Waldplatz – Leibnizstraße – Goerdelerring – Hauptbahnhof – Augustusplatz – Johannisplatz – Gerichtsweg – Reudnitz, Koehlerstraße – Wiebelstraße – Edlichstraße – Torgauer Platz – Geißlerstraße, Bülowviertel – Annenstraße – Sellerhausen, Emmaussstraße – Ostheimstraße – Theodor-Heuss-Straße – Barbarastraße – Paunsdorf, Strbf. – Am Vorwerk – Ahornstraße – Paunsdorf-Nord – Hermelinstraße – Paunsdorfer Allee/Permoser Straße – Paunsdorf Center – Sommerfeld                                                                        | 38 (39)         | 58/60 min             | 10 min               |
| 08    | Grünau Nord – Schönauer Ring – Parkallee – Grünauer Allee – Saarländer Straße – Radiusstraße – Lindenau, Bushof – Henriettenstraße – Lützner/Merseburger Straße – Angerbrücke, Strbf. – Sportforum Süd – Waldplatz – Westplatz – Neues Rathaus – Wilhelm-Leuschner-Platz – Augustusplatz – Wintergartenstraße/Hauptbahnhof – Hofmeisterstraße – Friedrich-List-Platz – Hermann-Liebmann-/Eisenbahnstraße – Torgauer Platz – Geißlerstraße, Bülowviertel – Annenstraße – Sellerhausen, Emmausstraße – Ostheimstraße – Theodor-Heuss-Straße – Barbarastraße – Paunsdorf, Strbf. – Am Vorwerk – Ahornstraße – Paunsdorf-Nord | 33              | 50/51 min             | 10 min               |
| 09    | Thekla – Mockau, Kirche – Samuel-Lampel-Straße – Mockau, Post – Döringstraße – Friedrichshafner Straße – Mockauer/Volbedingstraße – Hamburger Straße – Apelstraße – Wittenberger Straße ← Wilhelm-Liebknecht-Platz – Hauptbahnhof/flanc ouest – Goerdelerring – Thomaskirche – Neues Rathaus – Wilhelm-Leuschner-Platz – Roßplatz – Härtelstraße – Bayerischer Bahnhof – Körnerstraße – Kurt-Eisner-/Arthur-Hoffmann-Straße – Steinplatz – Arthur-Hoffmann-/Richard-Lehmann-Straße – HTWK – Connewitzer Kreuz – Stockartstraße – Hildebrandstraße – S-Bf. Connewitz, Klemmstraße | 27/28           | 41/44 min             | 10 min               |
| 10    | Wahren – Am Viadukt – Annaberger Straße – Möckern, Historischer Strbf. – Dantestraße – S-Bf. Möckern - Wiederitzscher Straße – Georg-Schumann-/Lindenthaler Straße – Georg-Schumann/Lützowstraße – Chausseehaus – Wilhelm-Liebknecht-Platz – Hauptbahnhof (10E) – Augustusplatz – Wilhelm-Leuschner-Platz – Münzgasse, LVZ – Hohe Straße – Südplatz – Karl-Liebknecht-/Kurt-Eisner-Straße – HTWK – Connewitzer Kreuz – Wiedebachplatz – Arthur-Hoffmann-/Arno-Nitzsche-Straße – Meusdorfer Straße – Triftweg – An der Märchenwiese – Moritz-Hof – Lößnig | 27              | 41 min                | 10 min               |
| 11    | Schkeuditz, Rathausplatz – Schkeuditz, Altscherbitz – Schkeuditz, Paetzstraße – Schkeuditz, Gartenstadt – Modelwitz – Hänichen, Bismarckturm – Freirodaer Weg – Lützschena – Stahmelner Allee – Stahmeln – Pittlerstraße – Wahren (11E) – Am Viadukt – Annaberger Straße – Möckern, Historischer Strbf. – Dantestraße – S-Bf. Möckern - Wiederitzscher Straße – Georg-Schumann-/Lindenthaler Straße – Georg-Schumann/Lützowstraße – Chausseehaus – Wilhelm-Liebknecht-Platz – Hauptbahnhof – Augustusplatz – Wilhelm-Leuschner-Platz – Münzgasse, LVZ – Hohe Straße – Südplatz – Karl-Liebknecht-/Kurt-Eisner-Straße – HTWK – Connewitzer Kreuz – Stockartstraße – Hildebrandstraße – S-Bf. Connewitz, Klemmstraße – Friederikenstraße – Leinestraße – Dölitz, Strbf. (11E) – Am Eichwinkel ← Markkleeberg, Virchowstraße – Markkleeberg Ost, Schillerplatz | 39/40           | 63/64 min             | 10(20) min           |
| 12    | Gohlis Nord, Virchowstraße – Baaderstraße – Gottschallstraße – Virchow-/Coppistraße – S-Bf. Gohlis – Georg-Schumann-/Lützowstraße – Fritz-Seger-Straße – Springerstraße – Nordplatz – Zoo – Lortzingstraße – Goerdelerring – Hauptbahnhof – Augustusplatz – Johannisplatz (– Gutenbergplatz – Ostplatz – Witzgallstraße – Technisches Rathaus) | 15 (19)         | 18/19 min (23/24 min) | 10 min               |
| 14    | (ligne en boucle) S-Bf. Plagwitz → Karl-Heine-/Gießerstraße → Karl-Heine-/Merseburger Straße → Felsenkeller → Alte Straße → Nonnenstraße → Marschnerstraße → Westplatz → Gottschedstraße → Goerdelerring → Hauptbahnhof → Augustusplatz → Wilhelm-Leuschner-Platz → Neues Rathaus → Westplatz → Marschnerstraße → Nonnenstraße → Alte Straße → Felsenkeller → Karl-Heine-/Merseburger Straße → Karl-Heine-/Gießerstraße → S-Bf. Plagwitz | 22              | 34 min                | 15 min               |
| 15    | Miltitz – Saturnstraße – Jupiterstraße – Plovdiver Straße – Kiewer Straße – Am Kirchberg – Schönauer Ring – Parkallee – Grünauer Allee – Saarländer Straße – Radiusstraße – Lindenau, Bushof – Henriettenstraße – Lützner/Merseburger Straße – Angerbrücke, Strbf. – Sportforum Süd – Waldplatz – Leibnizstraße – Goerdelerring – Hauptbahnhof – Augustusplatz – Johannisplatz – Gutenbergplatz – Ostplatz – Witzgallstraße – Technisches Rathaus – Altes Messegelände – Naunhofer Straße – Völkerschlachtdenkmal – Südfriedhof – Prager/Russenstraße – Probstheida – Franzosenallee – Roseggerstraße – Meusdorf | 35              | 50/51 min             | 10 min               |
| 16    | Messegelände – S-Bf. Messe – Georg-Herwegh-Straße – Wiederitzsch Mitte – Dachauer Straße – Klinikum St. Georg – Hornbach Baumarkt – Delitzscher/Essener Straße – Mosenthinstraße – Eutritzscher Markt – Eutritzer Zentrum – Wilhelminenstraße – Chausseehaus – Wilhelm-Liebknecht-Platz – Hauptbahnhof – Augustusplatz – Roßplatz – Härtelstraße – Bayerischer Bahnhof – Johannisallee – Deutsche Nationalbibliothek – An den Tierkliniken – Richard-Lehmann-/Zwickauer Straße – Triftweg – An der Märchenwiese – Moritz-Hof – Lößnig | 27              | 37/39 min             | 10 min               |

(mise à jour : 13 octobre 2014)

### Le matériel roulant
Le réseau compte plus de 271 rames de tramways :
- 144 Tatra T4D-M
- 26 Tatra-B4D-M/B4D-NF
- 38 NB4
- 56 NGT8
- 50 NGT6WL
- 27 NGT12-LEI classicXXL

En 2015, cinq Solaris Tramino sont commandés avec une option pour 36 rames supplémentaires. Les rames mesureront 45 m de long, les livraisons débuteront en 2016 et si toutes les options sont levés, s'achèveront en 2020.